# آتسوشی ماتسورا
آتسوشی ماتسورا (ژاپنی: 松浦 淳؛ زادهٔ ۱۰ ژانویهٔ ۱۹۸۲) یک بازیکن فوتبال اهل ژاپن است.
از باشگاه‌هایی که در آن بازی کرده‌است می‌توان به باشگاه فوتبال میتو هولیهوک اشاره کرد.